# Пащенко, Дмитрий Владимирович
Дмитрий Владимирович Пащенко (род. 12 августа 1976, Пенза, Пензенская область, РСФСР, СССР) — российский ученый в области информационных технологий и вычислительной техники. Доктор технических наук, профессор. Ректор Пензенского государственного технологического университета с 2019 года.
Член-корреспондент Академии информатизации образования (2006). Почётный работник сферы образования Российской Федерации (2018).

## Биография
Родился 12 августа 1976 года в Пензе.
В 1998 году окончил ПГУ по специальности «Вычислительные машины, комплексы, системы и сети».
С 2005 г. года работал на кафедре вычислительной техники ПГУ в должностях старшего преподавателя, доцента.
С 2014 по 2018 г. — заведующий кафедрой «Вычислительная техника» ПГУ.
С 2018 по март 2019 гг. — проректор по научной работе Пензенского государственного технологического университета.
15 марта 2019 года избран ректором ФГБОУ ВО «Пензенский государственный технологический университет».

## Научная деятельность
В 2003 г. — защитил кандидатскую диссертацию на соискание степени кандидата технических наук по теме «Математическое и программное обеспечение систем принятия решений в пост катастрофических ситуациях». В 2006 г. — присвоено ученое звание доцент по кафедре «Вычислительная техника» ПГУ.
В 2013 году защитил докторскую диссертацию по теме «Экспертные системы контроля постполетной информации авиационных комплексов радиолокационного дозора и наведения».
В 2018 году присвоено ученое звание профессора по специальности «Теоретические основы информатики».
С 2014 по 2015 г. осуществлял руководство научным проектом по ФЦП «Исследования и разработки по приоритетным направлениям развития научно-технологического комплекса России на 2014—2020 годы» по теме «Единая базовая платформа управления наземной инфраструктурой ракетно-космической техники».
Является членом трёх диссертационных советов.
С 2018 г. — член экспертного совета ВАК по управлению, вычислительной технике и информатике.

## Публикации
Автор более 200 публикаций (из них 10 в научной базе Scopus), 4 учебно-методических пособий, 36 свидетельств о государственной регистрации программных продуктов для ЭВМ.
Некоторые труды:
- Пащенко Д. В., Бальзанникова Е. А. Непрерывная идентификация пользователя по клавиатурному почерку с использованием представления на основе контекста состояний // XXI век: итоги прошлого и проблемы настоящего плюс. — 2020. — № 3. — С. 74-79.
- Пащенко Д. В., Волчихин В. И., Иванов А. И., Ахметов Б. Б., Вятчанин С. Е. Перспектива создания циклической континуально-квантовой хи-квадрат машины для проверки статистических гипотез на малых тестовых выборках биометрических данных и данных иной природы // Известия высших учебных заведений. Поволжский регион. Технические науки. — 2017. — № 1 (41). — С. 5-15.
- Пащенко Д. В., Бальзанникова Е. А., Серёгина И. Г. Метод идентификации пользователей по биометрическому образу клавиатурного почерка с использованием двусвязного представления // Вопросы радиоэлектроники. — 2018. — № 12. — С. 83-89.
- Пащенко Д. В. Системы объективного контроля авиационных комплексов радиолокационного дозора и наведения: монография. — Пенза, Изд-во ПГУ, 2011. — 88 с
- Пащенко Д. В. Моделирование экспертной системы авиационных комплексов радиолокационного дозора и наведения: монография. — Пенза, Изд-во ПГУ, 2011. — 108 с.

Патенты на изобретения:
- Никишин К. И., Коннов Н. Н., Пащенко Д. В. Способ передачи Ethernet сообщений в распределенной системе жесткого реального времени / Патент на изобретение RU 2700190 C1, 13.09.2019.
- Семенов А. О., Коннов Н. Н., Пащенко Д. В., Трокоз Д. А. Способ стохастической диспетчеризации очередей коммутатора и устройство, его реализующее / Патент на изобретение RU 2684581 C2, 09.04.2019.
- Патунин Д. В., Кизилов Е. А., Пащенко Д. В., Коннов Н. Н. Способ диспетчеризации очередей в коммутаторах с поддержкой качества обслуживания / Патент на изобретение RU 2678404 C2, 29.01.2019.
- Лапшин В. И., Котиков С. П., Синев М. П., Кутузов В. В., Коннов Н. Н., Пащенко Д. В., Трокоз Д. А., Тархов К. Ю., Мартяшин Г. В. Программируемый логический контроллер для территориально-распределенной системы управления / Патент на полезную модель RU 171436 U1, 31.05.2017.

Свидетельства о регистрации программы для ЭВМ:
- Кутузов В. В., Пащенко Д. В., Синев М. П., Малинин Д. Д. Сервисная утилита для электронной подписи прошивки ПЗУ. Свидетельство о регистрации программы для ЭВМ RU 2019613398, 15.03.2019.
- Мартышкин А. И., Пащенко Д. В., Синев М. П., Трокоз Д. А., Мещерякова Е. Н., Мартенс-Атюшев Д. С. Программа для расчета вероятностно-временных характетристик ре конфигурируемых вычислительных систем / Свидетельство о регистрации программы для ЭВМ RU 2019664245, 01.11.2019.
- Мартяшин Г. В., Пащенко Д. В. Веб-сервис диагностики и мониторинга технических характеристик сетей сотовой связи / Свидетельство о регистрации программы для ЭВМ RU 2018613377, 13.03.2018.
- Пащенко Д. В., Федюнин Р. Н., Нефедова И. Д., Мартяшин Г. В. Модуль арифметико-логического вычислителя, для обработки чисел большой разрядности / Свидетельство о регистрации программы для ЭВМ RU 2015610998, 21.01.2015.
- Пащенко Д. В., Коннов Н. Н., Федюнин Р. Н., Трокоз Д. А., Нефедова И. Д. Модуль управления ядром вычислительной системы / Свидетельство о регистрации программы для ЭВМ RU 2015611081, 23.01.2015.

## Награды
- Почётный работник сферы образования Российской Федерации (2018);
- Благодарственное письмо губернатора Пензенской области (2017);
- Почётная грамота Законодательного Собрания Пензенской области (2016);
- Почётная грамота Министерства образования и науки Российской Федерации (2013).